# Xenia Valderi
Xenia Valderi, née Xenia Valdameri Boncelli le 21 janvier 1926 à Split en Yougoslavie et morte le 3 novembre 2008 à Castelnuovo di Porto (province de Rome), est une actrice italienne.

## Biographie
Fille d'un père italien dalmate et d'une mère allemande, Xenia Valdameri est née à Split, dans l'actuelle Croatie. Jeune femme, elle s'installe à Rome après la Seconde Guerre mondiale pour y faire une carrière d'actrice. Après quelques auditions, elle fait ses débuts devant la caméra en 1953, sous la direction de Gianni Puccini, dans un petit rôle, puis c'est Michelangelo Antonioni qui la choisit pour deux films, La Dame sans camélia (1953) et Le Désert rouge (1964) avec Monica Vitti et Richard Harris. Elle s'illustre également dans La Belle Romaine (La romana) de Luigi Zampa avec Gina Lollobrigida ou Il bidone (1955) de Federico Fellini. Spécialisée dans les personnages bourgeois, snobs et souvent écervelés, elle apparaît également dans certains programmes de la télévision italienne et sur la scène des comédies musicales,. En 1955, Maner Lualdi l'inscrit à sa compagnie théâtrale où elle joue pendant deux saisons, puis elle sera avec Ugo Tognazzi et dans la distribution de la comédie musicale Un paio d'ali de Garinei et Giovannini.
Elle jouera également dans quelques émissions télévisées de la Rai, à partir de la fin des années 1950, avant de se retirer définitivement au milieu des années 1960.
Xenia Valderi aurait eu une relation amoureuse avec l'acteur Jacques Sernas en 1954.
Valderi est décédée à Castelnuovo di Porto le 3 novembre 2008, à l'âge de 87 ans.

## Filmographie
- 1951 : Il capitano di Venezia de Gianni Puccini
- 1952 : Le Talon d'Achille (it) (Il tallone di Achille) de Mario Amendola et Ruggero Maccari
- 1952 : Pardonne-moi (Perdonami!) de Mario Costa
- 1953 : La Dame sans camélia (La signora senza camelie) de Michelangelo Antonioni
- 1953 : L'Âge de l'amour (L'età dell'amore) de Lionello De Felice
- 1953 : La valigia dei sogni de Luigi Comencini
- 1954 : Un siècle d'amour (Cento anni d'amore) de Lionello De Felice, segment Amour 1954 (Amore 1954)
- 1954 : Le Masque de fer (Il prigioniero del re) de Giorgio Venturini et Richard Pottier
- 1954 : L'Amour d'une mère (La corda d'acciaio) de Carlo Borghesio
- 1955 : La Mère et l'Enfant (it) (Disperato addio) de Lionello De Felice
- 1955 : Cœur de maman (it) (Cuore di mamma) de Luigi Capuano
- 1954 : La Belle Romaine (La romana) de Luigi Zampa
- 1955 : Il bidone de Federico FelliniAroldo Tieri et Xenia Valderi dans La ballata dei mariti (it) (1963).

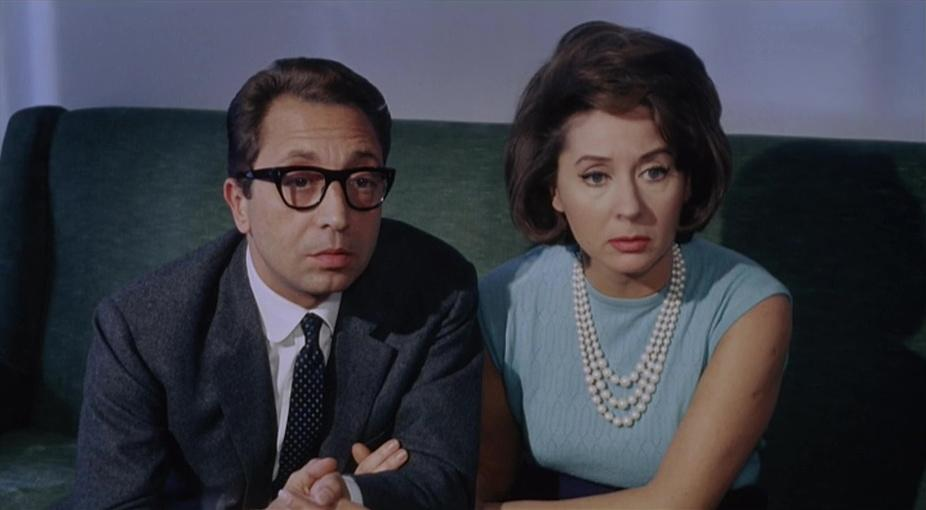
Aroldo Tieri et Xenia Valderi dans ' (1963).

- 1958 : Come te movi, te fulmino! de Mario Mattoli
- 1959 : Aventures à Capri (Avventura a Capri) de Giuseppe Lipartiti
- 1959 : Non perdiamo la testa de Mario Mattoli
- 1959 : Le cameriere de Carlo Ludovico Bragaglia
- 1963 : La ballata dei mariti (it) de Fabrizio Taglioni (it)
- 1963 : Les filous font la loi (Gli imbroglioni) de Lucio Fulci
- 1964 : Le Désert rouge (Il deserto rosso) de Michelangelo Antonioni
- 1966 : Mi vedrai tornare d'Ettore Maria Fizzarotti